# Emmanuelle Charpentier
Emmanuelle Marie Charpentier (født 11. december 1968) er en fransk professor og forsker i mikrobiologi, genetik og biokemi. Siden 2015 har hun været direktør for Max Planck Institute for Infection Biology i Berlin, Tyskland. I 2018 grundlagde hun et uafhængigt forskningsinstitut, Max Planck Unit for the Science of Pathogens.
I 2020 modtog Charpentier og Jennifer Doudna nobelprisen i kemi "for udvikling af en metode til genmodificering."